# Uberyzacja
Uberyzacja – pojęcie z zakresu ekonomii dzielenia (ang. sharing economy) i zarządzania, określające zjawiska społeczno-ekonomiczne zmian zachodzących w branżach dotyczących usług wykorzystujące nowoczesne technologie w tym aplikacje mobile. Nazwa procesu pochodzi od aplikacji Uber.

## Działanie modelu biznesowego – uberyzacja
Model biznesowy firmy Uber określany jest również jako ekonomia współdzielenia, w której dostawca platformy internetowej pozwala zarabiać jej użytkownikom poprzez udostępnianie klientom ich własności, w przypadku Ubera są to samochody. Użytkownicy aplikacji Uber mogą oferować przewozy osób, wykorzystując przy tym własne samochody.
Uberyzacja polega na łączeniu zleceniodawców i zleceniobiorców poprzez wspólną platformę. Zleceniodawca, czyli klient, określa swoje potrzeby, a zleceniobiorca wskazuje na gotowość do ich realizacji. W tym modelu osoba prywatna ma możliwość globalnego dotarcia z produktem lub usługą do grupy konsumentów.

## Uberyzacja na świecie
Na świecie działa wiele firm, które stosują opisywany model biznesowy, oferując różnorodne usługi, od opieki nad dziećmi, przez usługi gastronomiczne, po usługi sprzątające. Do firm, które działają w tym modelu biznesowym (poza Uberem) zaliczają się także AirBnB, Task Rabbit, Managed by Q, Merry Maid, Hello Alfred.

## Uberyzacja w Polsce
Uber w Polsce działa od 2014 roku, a z aplikacji mogą korzystać mieszkańcy Warszawy, Krakowa, Trójmiasta, Wrocławia, Łodzi, Śląska i Poznania. Wraz z Uberem pojawiło się pojęcie modelu biznesowego, w którym działała coraz więcej krajowych firm.
Polskie firmy, które działają w myśl zasady uberyzacji to między innymi:
- Skilltrade – platforma internetowa do dzielenia się umiejętnościami[4].
- HOJO Clean – platforma online do rezerwacji osób sprzątających oraz firm sprzątających[5].
- Trejdoo – platforma finansowa i kantor internetowy, umożliwiający wymianę walut, przelewy i przekazy międzynarodowe online[6].
- inOneCar – platforma internetowa, która oferuje wspólne dojazdy do pracy[7].
- Kokos – serwis, który specjalizuje się w pożyczkach społecznościowych[8].

## Źródła
- Forbes